# Hahausen
Hahausen – dzielnica miasta (Stadtteil) Langelsheim w Niemczech w kraju związkowym Dolna Saksonia, w powiecie Goslar. Do 31 października 2021 jako samodzielna gmina, wchodziła w skład gminy zbiorowej Lutter am Barenberge.